# Liste des ministres ivoiriens de l'Intérieur
Cet article présente la liste des ministres ivoiriens chargés de l'Intérieur et de la Sécurité.
Actuellement, dans le gouvernement Achi, la fonction est assumée par Vagondo Diomandé.

## Ministres de plein exercice

### Première République
| Ministre                                          | Ministre                             | Ministre                             | Parti                                | Intitulé                                          | Durée                                | Début                                | Fin                                  | Gouvernement                         |
| Présidence de Félix Houphouët-Boigny              | Présidence de Félix Houphouët-Boigny | Présidence de Félix Houphouët-Boigny | Présidence de Félix Houphouët-Boigny | Présidence de Félix Houphouët-Boigny              | Présidence de Félix Houphouët-Boigny | Présidence de Félix Houphouët-Boigny | Présidence de Félix Houphouët-Boigny | Présidence de Félix Houphouët-Boigny |
| ------------------------------------------------- | ------------------------------------ | ------------------------------------ | ------------------------------------ | ------------------------------------------------- | ------------------------------------ | ------------------------------------ | ------------------------------------ | ------------------------------------ |
|                                                   |                                      | Germain Coffi Gadeau                 | PDCI                                 | Ministre de l'Intérieur                           | 2 ans, 8 mois et 7 jours             | 3 janvier 1961                       | 15 juillet 1963                      | Houphouët-Boigny I                   |
| 15 juillet 1963                                   | 10 septembre 1963                    | Germain Coffi Gadeau                 | PDCI                                 | Ministre de l'Intérieur                           | 2 ans, 8 mois et 7 jours             | Houphouët-Boigny II                  |                                      |                                      |
|                                                   |                                      | Félix Houphouët-Boigny               | PDCI                                 | Président, ministre de l'Intérieur                | 2 ans, 4 mois et 11 jours            | 10 septembre 1963                    | 21 janvier 1966                      | Houphouët-Boigny III                 |
|                                                   |                                      | Nanlo Bamba                          | PDCI                                 | Ministre de l'Intérieur                           | 8 ans, 6 mois et 3 jours             | 21 janvier 1966                      | 23 septembre 1968                    | Houphouët-Boigny IV                  |
| 23 septembre 1968                                 | 5 janvier 1970                       | Nanlo Bamba                          | PDCI                                 | Ministre de l'Intérieur                           | 8 ans, 6 mois et 3 jours             | Houphouët-Boigny V                   |                                      |                                      |
| 5 janvier 1970                                    | 8 juin 1971                          | Nanlo Bamba                          | PDCI                                 | Ministre de l'Intérieur                           | 8 ans, 6 mois et 3 jours             | Houphouët-Boigny VI                  |                                      |                                      |
| 8 juin 1971                                       | 24 juillet 1974                      | Nanlo Bamba                          | PDCI                                 | Ministre de l'Intérieur                           | 8 ans, 6 mois et 3 jours             | Houphouët-Boigny VII                 |                                      |                                      |
|                                                   |                                      | Mathieu Ekra                         | PDCI                                 | Ministre d'Etat, ministre de l'Intérieur          | 3 ans et 3 jours                     | 24 juillet 1974                      | 4 mars 1976                          | Houphouët-Boigny VIII                |
| 4 mars 1976                                       | 27 juillet 1977                      | Mathieu Ekra                         | PDCI                                 | Ministre d'Etat, ministre de l'Intérieur          | 3 ans et 3 jours                     | Houphouët-Boigny IX                  |                                      |                                      |
|                                                   |                                      |                                      |                                      |                                                   |                                      | 27 juillet 1977                      | 16 février 1978                      | Houphouët-Boigny X                   |
|                                                   |                                      | Alexis Thierry Lebbé                 | PDCI                                 | Ministre de l'Intérieur                           | 2 ans, 11 mois et 17 jours           | 16 février 1978                      | 2 février 1981                       | Houphouët-Boigny XI                  |
|                                                   |                                      | Léon Konan Koffi                     | PDCI                                 | Ministre de l'Intérieur                           | 9 ans, 9 mois et 28 jours            | 2 février 1981                       | 18 novembre 1983                     | Houphouët-Boigny XII                 |
| 18 novembre 1983                                  | 10 juillet 1986                      | Léon Konan Koffi                     | PDCI                                 | Ministre de l'Intérieur                           | 9 ans, 9 mois et 28 jours            | Houphouët-Boigny XIII                |                                      |                                      |
| 10 juillet 1986                                   | 16 octobre 1989                      | Léon Konan Koffi                     | PDCI                                 | Ministre de l'Intérieur                           | 9 ans, 9 mois et 28 jours            | Houphouët-Boigny XIV                 |                                      |                                      |
| 16 octobre 1989                                   | 30 novembre 1990                     | Léon Konan Koffi                     | PDCI                                 | Ministre de l'Intérieur                           | 9 ans, 9 mois et 28 jours            | Houphouët-Boigny XV                  |                                      |                                      |
|                                                   |                                      | Émile Constant Bombet                | PDCI                                 | Ministre de l'Intérieur et de la sécurité         | 3 ans et 9 jours                     | 30 novembre 1990                     | 17 novembre 1991                     | Ouattara                             |
| Ministre de l'Intérieur                           | 17 novembre 1991                     | Émile Constant Bombet                | PDCI                                 | 9 décembre 1993                                   | 3 ans et 9 jours                     |                                      |                                      | Ouattara                             |
| Présidence d'Henri Konan Bédié                    |                                      |                                      |                                      |                                                   |                                      |                                      |                                      |                                      |
|                                                   |                                      | Émile Constant Bombet                | PDCI                                 | Ministre de l'Intérieur                           | 6 ans et 9 jours                     | 15 décembre 1993                     | 22 octobre 1995                      | Duncan I                             |
| 22 octobre 1995                                   | 11 août 1998                         | Émile Constant Bombet                | PDCI                                 | Ministre de l'Intérieur                           | 6 ans et 9 jours                     | Duncan II                            |                                      |                                      |
| Ministre de l'Intérieur et de la décentralisation | 11 août 1998                         | Émile Constant Bombet                | PDCI                                 | 24 décembre 1999                                  | 6 ans et 9 jours                     | Duncan III                           |                                      |                                      |
| Présidence de Robert Guéï                         |                                      |                                      |                                      |                                                   |                                      |                                      |                                      |                                      |
|                                                   |                                      | Issa Diakité                         | SE                                   | Ministre de l'Intérieur et de la décentralisation | 4 mois et 14 jours                   | 4 janvier 2000                       | 18 mai 2000                          | Guéï                                 |
|                                                   |                                      | Grena Mouassi                        | SE                                   | Ministre de l'Intérieur et de la décentralisation | 5 mois et 8 jours                    | 18 mai 2000                          | 26 octobre 2000                      | Diarra I                             |

### Deuxième République
| Ministre                                                   | Ministre                     | Ministre                     | Parti                        | Intitulé                                                           | Durée                        | Début                        | Fin                          | Gouvernement                 |
| Présidence de Laurent Gbagbo                               | Présidence de Laurent Gbagbo | Présidence de Laurent Gbagbo | Présidence de Laurent Gbagbo | Présidence de Laurent Gbagbo                                       | Présidence de Laurent Gbagbo | Présidence de Laurent Gbagbo | Présidence de Laurent Gbagbo | Présidence de Laurent Gbagbo |
| ---------------------------------------------------------- | ---------------------------- | ---------------------------- | ---------------------------- | ------------------------------------------------------------------ | ---------------------------- | ---------------------------- | ---------------------------- | ---------------------------- |
|                                                            |                              | Emile Boga Doudou            | FPI                          | Ministre d'Etat, ministre de l'Intérieur et de la décentralisation | 1 an, 10 mois et 24 jours    | 26 octobre 2000              | 10 décembre 2000             | Affi N'Guessan I             |
| 10 décembre 2000                                           | 5 août 2002                  | Emile Boga Doudou            | FPI                          | Ministre d'Etat, ministre de l'Intérieur et de la décentralisation | 1 an, 10 mois et 24 jours    | Affi N'Guessan II            |                              |                              |
| 5 août 2002                                                | 19 septembre 2002            | Emile Boga Doudou            | FPI                          | Ministre d'Etat, ministre de l'Intérieur et de la décentralisation | 1 an, 10 mois et 24 jours    | Affi N'Guessan III           |                              |                              |
|                                                            |                              | Désiré Tagro                 | FPI                          | Ministre de l'Intérieur par intérim (ministre de la Justice)       | 18 jours                     | Affi N'Guessan III           | 19 septembre 2002            | 7 octobre 2002               |
|                                                            |                              | Paul Yao N'Dré               | FPI                          | Ministre d'Etat, ministre de l'Intérieur et de la décentralisation | 1 an, 10 mois et 24 jours    | 7 octobre 2002               | 10 février 2003              | Affi N'Guessan IV            |
|                                                            |                              |                              |                              |                                                                    |                              | 10 février 2003              | 12 septembre 2003            | Diara II                     |
|                                                            |                              | Martin Bleou                 | PDCI                         | Ministre de l'Intérieur et de la sécurité                          | 2 ans, 3 mois et 16 jours    | 12 septembre 2003            | 28 décembre 2005             | Diara II                     |
|                                                            |                              | Joseph Dja Blé               | SE                           | Ministre de l'Intérieur                                            | 1 an, 3 mois et 1 jour       | 28 décembre 2005             | 16 septembre 2006            | Banny I                      |
| 16 septembre 2006                                          | 29 mars 2007                 | Joseph Dja Blé               | SE                           | Ministre de l'Intérieur                                            | 1 an, 3 mois et 1 jour       | Banny II                     |                              |                              |
|                                                            |                              | Désiré Tagro                 | FPI                          | Ministre de l'Intérieur                                            | 3 ans, 8 mois et 7 jours     | 29 mars 2007                 | 23 février 2010              | Soro I                       |
| Ministre de la Sécurité                                    | 23 février 2010              | Désiré Tagro                 | FPI                          | 6 décembre 2010                                                    | 3 ans, 8 mois et 7 jours     | Soro II                      |                              |                              |
|                                                            |                              | Émile Guiriéoulou            | FPI                          | Ministre de l'Intérieur                                            | 4 mois et 5 jours            | 6 décembre 2010              | 11 avril 2011                | Aké N'Gbo                    |
| Présidence d'Alassane Ouattara                             |                              |                              |                              |                                                                    |                              |                              |                              |                              |
|                                                            |                              | Hamed Bakayoko               | RDR                          | Ministre de l'Intérieur                                            | 5 ans et 9 mois              | 11 avril 2011                | 1er juin 2011                | Soro III                     |
| Ministre d’État, ministre de l’Intérieur                   | 1er juin 2011                | Hamed Bakayoko               | RDR                          | 13 mars 2012                                                       | 5 ans et 9 mois              | Soro IV                      |                              |                              |
| Ministre d’État, ministre de l’Intérieur                   | 13 mars 2012                 | Hamed Bakayoko               | RDR                          | 22 novembre 2012                                                   | 5 ans et 9 mois              | Ahoussou-Kouadio             |                              |                              |
| Ministre d’État, ministre de l’Intérieur et de la sécurité | 22 novembre 2012             | Hamed Bakayoko               | RDR                          | 13 janvier 2016                                                    | 5 ans et 9 mois              | Duncan IV                    |                              |                              |
| Ministre d’État, ministre de l’Intérieur et de la sécurité | 13 janvier 2016              | Hamed Bakayoko               | RDR                          | 11 janvier 2017                                                    | 5 ans et 9 mois              | Duncan V                     |                              |                              |

### Troisième République
| Ministre                       | Ministre                       | Ministre                       | Parti                          | Intitulé                                                   | Durée                          | Début                          | Fin                            | Gouvernement                   |
| Présidence d'Alassane Ouattara | Présidence d'Alassane Ouattara | Présidence d'Alassane Ouattara | Présidence d'Alassane Ouattara | Présidence d'Alassane Ouattara                             | Présidence d'Alassane Ouattara | Présidence d'Alassane Ouattara | Présidence d'Alassane Ouattara | Présidence d'Alassane Ouattara |
| ------------------------------ | ------------------------------ | ------------------------------ | ------------------------------ | ---------------------------------------------------------- | ------------------------------ | ------------------------------ | ------------------------------ | ------------------------------ |
|                                |                                | Hamed Bakayoko                 | RDR                            | Ministre d’État, ministre de l’Intérieur et de la sécurité | 1 an, 5 mois et 29 jours       | 11 janvier 2017                | 10 juillet 2018                | Coulibaly I                    |
|                                |                                | Sidiki Diakité                 | SE                             | Ministre de l’Intérieur et de la Sécurité                  | 1 an, 1 mois et 25 jours       | 10 juillet 2018                | 4 septembre 2019               | Coulibaly II                   |
|                                |                                | Vagondo Diomandé               | SE                             | Ministre de l’Intérieur et de la Sécurité                  | 5 ans, 6 mois et 10 jours      | 4 septembre 2019               | 6 avril 2021                   | Coulibaly III/Bakayoko         |
| 6 avril 2021                   | 20 avril 2022                  | Vagondo Diomandé               | SE                             | Ministre de l’Intérieur et de la Sécurité                  | 5 ans, 6 mois et 10 jours      | Achi I                         |                                |                                |
| 20 avril 2022                  | 6 octobre 2023                 | Vagondo Diomandé               | SE                             | Ministre de l’Intérieur et de la Sécurité                  | 5 ans, 6 mois et 10 jours      | Achi II                        |                                |                                |
| 18 octobre 2023                | En fonction                    | Vagondo Diomandé               | SE                             | Ministre de l’Intérieur et de la Sécurité                  | 5 ans, 6 mois et 10 jours      | Beugré Mambé                   |                                |                                |

## Ministres délégués - secrétaires d'État

### Première République
| Ministre délégué / Secrétaire d'État | Ministre délégué / Secrétaire d'État | Parti                                | Intitulé | Durée                                | Début                                | Fin                                  | Gouvernement                         |
| Présidence de Félix Houphouët-Boigny | Présidence de Félix Houphouët-Boigny | Présidence de Félix Houphouët-Boigny | Présidence de Félix Houphouët-Boigny                                                                                                  | Présidence de Félix Houphouët-Boigny | Présidence de Félix Houphouët-Boigny | Présidence de Félix Houphouët-Boigny | Présidence de Félix Houphouët-Boigny |
| ------------------------------------ | ------------------------------------ | ------------------------------------ | --- | ------------------------------------ | ------------------------------------ | ------------------------------------ | ------------------------------------ |
|                                      | Gaston Ouassénan Koné                | PDCI                                 | Secrétaire d'Etat à l'intérieur | 1 an, 7 mois et 9 jours              | 24 juillet 1974                      | 4 mars 1976                          | Houphouët-Boigny VIII                |
| Présidence d'Henri Konan Bédié       |                                      |                                      | |                                      |                                      |                                      |                                      |
|                                      | Marcel Aka Zirimba                   | PDCI                                 | Ministre délégué auprès du ministre d'État, ministre de l'Intérieur et de la décentralisation, chargé des collectivités territoriales | 1 an, 4 mois et 13 jours             | 11 août 1998                         | 24 décembre 1999                     | Duncan III                           |

### Deuxième République
| Ministre délégué             | Ministre délégué             | Parti                        | Intitulé                                | Durée                        | Début                        | Fin                          | Gouvernement                 |
| Présidence de Laurent Gbagbo | Présidence de Laurent Gbagbo | Présidence de Laurent Gbagbo | Présidence de Laurent Gbagbo            | Présidence de Laurent Gbagbo | Présidence de Laurent Gbagbo | Présidence de Laurent Gbagbo | Présidence de Laurent Gbagbo |
| ---------------------------- | ---------------------------- | ---------------------------- | --------------------------------------- | ---------------------------- | ---------------------------- | ---------------------------- | ---------------------------- |
|                              | Kadet Gahié Bertin           | FPI                          | Ministre délégué, chargé de la Sécurité | 1 an, 10 mois et 24 jours    | 19 septembre 2002            | 28 décembre 2005             | Affi N'Guessan IV            |

## Observations générales
- Mandat le plus long : Léon Konan Koffi (9 ans, 9 mois et 28 jours)
- Mandat le plus court : Émile Guiriéoulou (4 mois et 5 jours)

## Articles annexes
- Ministère de l'Intérieur (Côte d'Ivoire)